# Georgios Soulis
Georgios Soulis (in greco Γεώργιος Σουλης?; fl. XX secolo) è stato un nuotatore greco.
Partecipò alle gare di nuoto dei Olimpiadi estive di Atene del 1906, gareggiando nei 1 miglio stile libero, piazzandosi nelle ultime posizioni.